# Chalpaida
Chalpaida, auch Alpais (lateinisch Chalpaidis; † vermutlich vor 714) war die Mutter von Karl Martell. Über Chalpaida gibt es kaum gesicherte Informationen.
Der Ort ihrer Herkunft und ihr Adelsgeschlecht sind unbekannt. Es wird angenommen, dass sie die Schwester des Hausmeiers Dodo oder eine Cousine zweiten Grades von Bertrada der Älteren war. Ihr Geburtsort wird in der Nähe von Prüm vermutet.
Aus einer Verbindung mit Pippin dem Mittleren ging Karl Martell hervor. Dabei handelt es sich jedoch nicht um eine sogenannte Friedelehe, deren Existenz die Forschung als quellenfernes Konstrukt der 1930er Jahre verworfen hat. Umstritten ist aber, ob es sich bei der Verbindung Chalpaidas zu Pippin um eine Ehe oder um ein Konkubinat handelt. Der fränkische Hausmeier Karl Martell wurde namensgebend für das Geschlecht der Karolinger, er ist der Vater Pippins des Jüngeren und Großvater Karls des Großen. Bei den Auseinandersetzungen zwischen ihrem Sohn Karl Martell und Plektrud wird sie nicht mehr erwähnt. Daher vermutet man, dass sie vor ihrem Gatten verstorben ist.